# Roßberg-Kohlbach-Hochrain
Das Naturschutzgebiet Roßberg-Kohlbach-Hochrain liegt im Wartburgkreis in Thüringen. Das größte NSG im Kreis erstreckt sich südöstlich von Kranlucken, einem Ortsteil der Gemeinde Schleid (Rhön), entlang des Kohlbaches, eines rechten Nebenflusses der Ulster. Die Landesgrenze zu Hessen verläuft direkt am südlichen Rand des Gebietes. Westlich verläuft die B 278 und südlich die Landesstraße L 1122 (= L 3175 auf hessischem Gebiet).

## Bedeutung
Das 667,9 ha große Gebiet mit der NSG-Nr. 236 wurde im Jahr 1990 unter Naturschutz gestellt.